# Eglinton Avenue
A Eglinton Avenue é uma rua arterial leste-oeste localizada em Toronto e em Mississauga, Ontário, Canadá. A Eglinton Avenue é uma das ruas leste-oeste mais longas da região metropolitana de Toronto, atrás apenas da Dundas Street. 
É uma das principais vias leste-oeste de Toronto, e uma das mais movimentadas da cidade. A secção a oeste da Don Valley Parkway é primariamente residencial (com exceção de seu cruzamento com a Yonge Street, onde diversos prédios de escritórios e estabelecimentos comerciais estão localizados, formando um dos principais pólos financeiros da região metropolitana de Toronto ao norte do centro financeiro da cidade), sendo pesadamente industrial próxima à Mississauga, à Highway 407 e ao Aeroporto Internacional de Toronto, e comercial aos arredores da Don Valley.
A secção a leste da Don Valley é em sua maior parte comercial e industrial, sendo que a rua possui diversos dos maiores estabelecimentos comerciais em Scarborough, bem como muitas fábricas, sendo a rua mais movimentadas da região.
Atrações ao longo da rua incluem o Sunnybrook Park, o Ontario Science Centre, o Yonge Eglinton Centre, o Canada Square Complex, The Golden Mile e o Eglinton Flats Park.